# فرست (لاوسیتز)
شهر فرست در ایالت برندنبورگ در کشور آلمان واقع شده‌است.